# Autalia puncticollis
Autalia puncticollis är en skalbaggsart som beskrevs av Sharp 1864. Autalia puncticollis ingår i släktet Autalia och familjen kortvingar. Arten är reproducerande i Sverige. Inga underarter finns listade i Catalogue of Life.